# Nigel Dean
Nigel Dean (* 29. September 1947 in Douglas (Isle of Man)) ist ein ehemaliger britischer Radrennfahrer.

## Sportliche Laufbahn
1965 gewann er die nationale Meisterschaft im Straßenrennen der Junioren. 1967 konnte er die Irland-Rundfahrt für sich entscheiden. Im Rennen der Commonwealth Games 1966 über 10 Meilen platzierte er sich als Vierter. Im Einzelrennen der Commonwealth Games 1970 wurde er beim Sieg von Bruce Biddle Sechster. 1971 wurde er Berufsfahrer und blieb bis 1986 aktiv. Er fuhr während seiner gesamten Laufbahn für britische Radsportteams. Dean gewann bis 1984 mehrere kleinere Etappenrennen und Eintagesrennen in Großbritannien.
1971, 1975 und 1978 startete er im Rennen der UCI-Straßen-Weltmeisterschaften, schied jedoch aus. 1981 siegte er in der Wertung Prestige Pernod Trophy für den erfolgreichsten britischen Radprofi. In jener Saison wurde er Vize-Meister hinter Bill Nickson. An größeren Etappenrennen bestritt er die Tour de Suisse 1971, 1973 und 1975. Sein bestes Resultat war dabei der 29. Rang 1971.

## Berufliches
Dean arbeitete, bevor er Profi wurde, als Redakteur der Zeitung The Green Final Saturday Sports. In seiner Zeit als Profi war er beruflich auch für eine Zeitung in Liverpool tätig. Nach 1971 wurde er kurzzeitig Verkaufsleiter bei Falcon Cycles, kehrte aber zum Journalismus beim Cycling Magazine  zurück. 1976 übernahm er ein Fahrradgeschäft. 1976 gründete er die Radfirma Nigel Dean Cycles.